# Anthocercis viscosa
Anthocercis viscosa är en potatisväxtart. Anthocercis viscosa ingår i släktet Anthocercis och familjen potatisväxter.

## Underarter
Arten delas in i följande underarter:
- A. v. caudata
- A. v. viscosa

## Bildgalleri

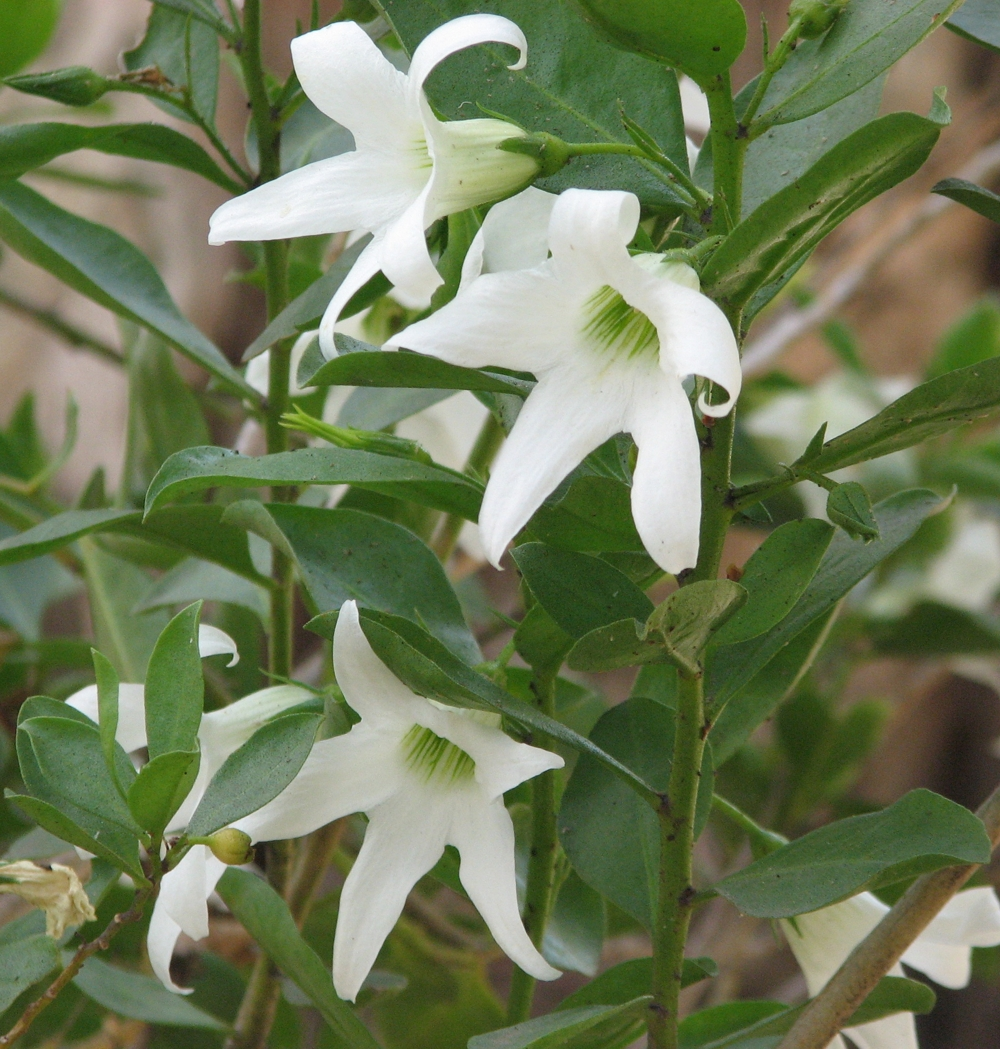
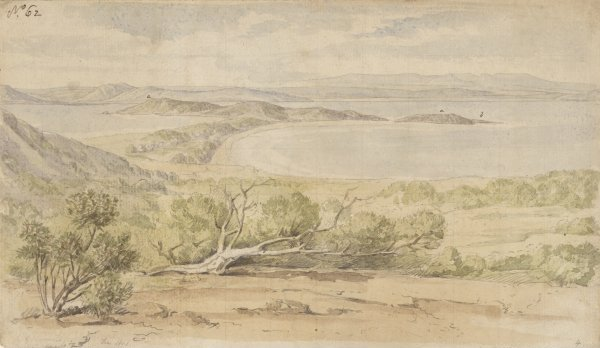